# Karen Dior
Karen Dior; eigentlich Geoffrey Gann (* 14. Februar 1967 in Missouri; † 25. August 2004 in Los Angeles, Kalifornien) war ein US-amerikanischer Pornofilmdarsteller. Er trat vor allem als Drag auf, identifizierte sich aber als männlich. Nach einer erfolgreichen Pornofilmkarriere war er auch als Schauspieler in Mainstream-Filmen vertreten. Er hatte sich während seiner Pornozeit mit AIDS infiziert und trat später auch als AIDS-Aktivist auf.

## Leben
Karen Dior wuchs als Geoffrey Gann in Missouri auf. Er wurde von einer Familie adoptiert, die der Southern Baptist Convention angehörte und in dieser Tradition erzogen. Im letzten Jahr seiner High School begann er als Vertreter für Mary Kay zu arbeiten und hatte damit einigen Erfolg. Mit 21 zog er nach Los Angeles und begann dort seine bisexuelle Identität auszuleben. So arbeitete er in einem Schönheitssalon und trat in Drag-Shows in West-Hollywood auf. 1989 drehte er seinen ersten Pornofilm. Insgesamt wirkte er an etwa 120 Filmen mit, meistens als Karen Dio, aber auch unter Namen wie Geoff Dior, Rick Van, Geoffrey Karen Dior, Geoffrey Gann und Geoff Gann. Meist handelte es sich um Filme mit bisexuellen und transsexuellen Inhalt. Er arbeitete auch als Regisseur. 1995 infizierte sich Karen Dior  mit HIV und wurde anschließend ein AIDS-Aktivist. Trotz dieser Diagnose arbeitete er weiter in der Pornoindustrie und versuchte auch dort auf die Krankheit aufmerksam zu machen. So drehte er nur noch Filme mit Safer Sex und sammelte Spenden für verschiedene Organisationen.
Mitte der 1990er begann er auch an Mainstream-Produktionen teilzunehmen. So trat er als Stalker im Fernsehfilm Hass kennt kein Erbarmen (1992) mit Loni Anderson auf und hatte diverse Gastauftritte in Fernsehserien wie Der Polizeichef, Head over Heels und Veronica. Bekannt wurde außerdem sein Auftritt als Miss Artphys in Xena – Die Kriegerprinzessin. In einer Szene küsste er Hauptdarstellerin Lucy Lawless. Dabei handelte es sich, in einer Zeit, in der die Übertragungswege von AIDS ein kontroverses Thema waren, um einen aufklärerischen Akt. Auch spielte Dior in dieser Rolle eine Transfrau, eine Seltenheit in den 1990ern.
Etwa um 2001 verließ er die Pornoindustrie und veröffentlichte seine Biographie Sleeping Under the Stars. Außerdem veröffentlichte er 2001 das Musikalbum SEX. Er wurde außerdem Priester und hielt einen Doktortitel (PhD) in Philosophy in Religion.
Karen Dior verstarb am 25. August 2004 an Hepatitis.

## Preise
- 1995: Adult Video News Hall of Fame

## Werke
- Dior, Geoffrey Karen.: Sleeping Under the Stars: Erotic Memoirs of a Decade in Porn. Bedside Press, Los Angeles 2001, ISBN 0-9706956-0-8.

## Filmografie (Auswahl)
Als Schauspieler
- 1992: Der Polizeichef – Eis im Blut (Serienfolge)
- 1992: Hass kennt kein Erbarmen (The Price She Paid)
- 1997: Xena – Die Kriegerprinzessin (Xena: Warrior Princess): Wir präsentieren... Miss Amphipolis
- 1997: Head Over Heels: One Down
- 1997: Just Add Love
- 1997: Dark Moments – Im Angesicht des Todes (River Made to Drown In)
- 1998: Veronica: Veronica’s a Drag

Als Regisseur
- 1997: I Dream of Queenie
- 1998: Genderella
- 1998: Playing the Odds
- 1999: Getting Personal
- 2000: Bi Athletes
- 2001: Bi-Dazzled
- 2001: Bi-Sluts
- 2002: Leather Temptation